# Adam van Lintz

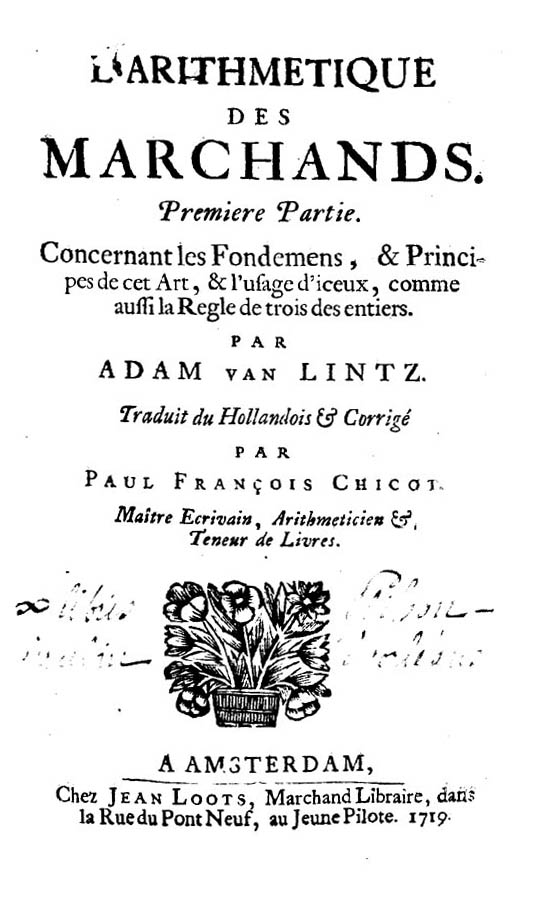
Koopmansreekeningen, 1719

Adam van Lintz (Amsterdam, XVII secolo – Amsterdam, 3 marzo 1705) è stato un poeta e matematico olandese.

## Opere
- (NL) Zeedelyk Rym-Werk, Onderscheyden in 4 Deele, Amsterdam, Barent Visscher, 1699.
- (FR) Koopmansreekeningen, vol. 1, Amsterdam, Johan Loots, 1719.
- (FR) Koopmansreekeningen, vol. 2, Amsterdam, Johan Loots, 1719.
- (FR) Koopmansreekeningen, vol. 3, Amsterdam, Johan Loots, 1719.
- (FR) Koopmansreekeningen, vol. 4, Amsterdam, Johan Loots, 1719.